# Sami El Djazairi
Samy El Djazairi, nacido en el valiato o  provincia de Tizi Uzu  el 6 de septiembre de 1945 en Argelia y muerto el 3 de abril de 1987 en  Birtouta, Argelia, es un cantante argelino.

## Biografía
Samy El Djazairi, aunque su verdadero nombre es Ali Kanouni, es un cantante argelino nacido a Tizi Uzu el 6 de septiembre de 1945. Es originario de Beni Duala. Es  uno de los  grandes intérpretes de la canción argelina moderna. Además de su voz excepcional, tenía un físico juvenil. Canta en ambas lenguas: el argelino (el árabe argelino) y el cabilio (lengua bereber).
Se distinguió  por su capacidad para cantar desde los  años 60 a los 80 todos los estilos de música, tanto  el chaabi), el moderno, el cabileño, el hawzi (música andalusí), como el occidental. Los temas de sus canciones giran mayoritariamente en torno al amor y sus heridas. Ha colaborado mucho con el autor-compositor argelino Mahboub Bati.
Es muy conocido en Argelia sobre todo gracias a sus canciones como  errahla, krit el houb fi aïnik, ya Radia  y sobre todo Ya bnete el djazair dedicada  a la mujer argelina. Esta canción se escucha cada año durante "El día de la mujer" en Argelia. Era también muy conocido  por algunas canciones kabyles como Aya hadad elfadda y Wardia. Sus canciones se seguían con  un verdadero fervor popular, y se oían continuamente en las radios argelinas.
Interpretó canciones de Mohamed Lamari, Salim Halali, Sami El Maghribi, Lili Boniche y Enrico Macias. Con su orquesta moderna, creada en 1964 con algunos de sus amigos, organizó veladas durante las celebraciones nacionales y familiares (bodas, circuncisiones...). En 1970, emigró a Francia, donde llamó
la atención a un empresario que lo invitó a unirse a su compañía musical de l'amicale des algérien en France. Al llamarse  Samy al principio, había agregado "El Djazairi" a su seudónimo para diferenciarse de Samy El Maghribi, que organizaba, al igual que él, veladas artísticas en los escenarios parisinos.
Sami El Djazairi falleció el 3 de abril de 1987 como consecuencia de un accidente de coche en Birtouta, dejando   muchos recuerdos  en la memoria de los melómanos argelinos.
El escritor Mohamed Attaf, publicó una biografía del cantante Samy El-Djazaïri. 
El autor era amigo del cantante.  En este libro, le rinde homenaje al volver sobre su vida y su carrera artística y al publicar los textos de sus canciones escritas en árabe y en idioma cabilio con una traducción al francés. Es un trabajo en su memoria y requirió años de investigación.